# Новая Головинка
Новая Головинка — деревня в Фатежском районе Курской области России. Входит в состав Верхнелюбажского сельсовета.

## География
Деревня находится в северной части Курской области, в пределах Дмитриевско-Курской гряды, в лесостепной зоне, к западу от автотрассы М2, на расстоянии примерно 17 километров (по прямой) к северо-северо-западу от города Фатежа, административного центра района. Абсолютная высота — 198 метров над уровнем моря.

### Климат
Климат характеризуется как умеренно континентальный, с тёплым летом и умеренно холодной зимой. Среднегодовая температура — 4,9 °C. Средняя температура воздуха самого тёплого месяца (июля) — 16 — 20 °C (абсолютный максимум — 40 °C); самого холодного (января) — −12 — −5 °C (абсолютный минимум — −37 °C). Продолжительность безморозного периода составляет в среднем 151 день. Вегетационный период длится около 182 дней. Среднегодовое количество атмосферных осадков составляет 582 мм, из которых 460 мм выпадает в период с апреля по октябрь. Снежный покров держится в течение 139 дней.

### Часовой пояс
Деревня Новая Головинка, как и вся Курская область, находится в часовой зоне МСК (московское время). Смещение применяемого времени относительно UTC составляет +3:00.

## Население
| 1979 | 2002 | 2010 |
| ---- | ---- | ---- |
| 125  | ↘46  | ↘18  |

### Половой состав
По данным Всероссийской переписи населения 2010 года в половой структуре населения мужчины составляли 33,3 %, женщины — соответственно 66,7 %.

### Национальный состав
Согласно результатам переписи 2002 года, в национальной структуре населения русские составляли 100 %.

## Инфраструктура
Личное подсобное хозяйство. В деревне 26 домов.

## Транспорт
Новая Головинка находится в 1,5 км от автодороги федерального значения М2 «Крым» (часть европейского маршрута E 105), в 24,5 км от автодороги А142 (часть европейского маршрута E 93), в 2 км от автодороги межмуниципального значения 38Н-256 (М-2 «Крым» – Ясенок), в 25,5 км от ближайшей ж/д станции Курбакинская (линия Арбузово — Лужки-Орловские).
В 186 км от аэропорта имени В. Г. Шухова (недалеко от Белгорода).